# Otoki kraljice Elizabete
Otoki kraljice Elizabete (francosko Îles de la Reine-Élisabeth, angleško Queen Elizabeth Islands) so otoška skupina na skrajnem severu Severne Amerike, del Kanadskega arktičnega otočja, ki jo sestavlja 2126 otokov s skupno površino 419.061 km². Razprostirajo se med morskim prelivom, ki ga tvorijo Lancastrova in M'Clureova ožina, preliv Barrowa ter ožina Vikonta Melvilla, in rtom Columbia na otoku Ellesmere, ki je najsevernejša točka celine. Vzhodno od njih se nahaja Grenlandija. Otoki upravno spadajo pod kanadski zvezni ozemlji Nunavut in Severozahodni teritoriji z mejo po 110º zahodne zemljepisne dolžine.
Sprva so se imenovali Parryjevi otoki, po raziskovalcu Sir Williamu Parryju, ki je leta 1820 vodil raziskovalno odpravo tja. Preimenovani so bili leta 1953, ko je bila Elizabeta II. Britanska okronana za kraljico Kanade. Zdaj se po Parryju imenuje manjša otoška podskupina na jugozahodnem delu otokov kraljice Elizabete, ločeni enoti sta še Sverdrupovi otoki na severozahodu in otok Ellesmere na vzhodu, ki je daleč največji.

## Otoki
Skupino sestavlja 34 velikih in 2.092 majhnih otokov.
| Ime                  | Lega*  | Površina    | Mesto | Mesto  | Prebivalstvo (2001) |
| Ime                  | Lega*  | Površina    | Svet  | Kanada | Prebivalstvo (2001) |
| -------------------- | ------ | ----------- | ----- | ------ | ------------------- |
| Ellesmere            | NU     | 196.236 km² | 10    | 3      | 168                 |
| Devon                | NU     | 55.247 km²  | 27    | 6      | 0                   |
| Otok Axla Heiberga   | NU     | 43.178 km²  | 32    | 7      | 0                   |
| Melvillov otok       | NT, NU | 42.149 km²  | 33    | 8      | 0                   |
| Bathurstov otok      | NU     | 16.042 km²  | 54    | 13     | 0                   |
| Otok princa Patricka | NT     | 15.848 km²  | 55    | 14     | 0                   |
| Otok Ellefa Ringnesa | NU     | 11.295 km²  | 69    | 16     | 0                   |

* NT = Severozahodni teritoriji, NU = Nunavut